# Lippoldsberg
Lippoldsberg ist ein Ortsteil der Gemeinde Wesertal im nordhessischen Landkreis Kassel. Lippoldsberg ist nach Einwohnerzahl der größte Ortsteil der Gemeinde und – neben Gieselwerder – einer der beiden Verwaltungsstandorte.

## Geographie
Lippoldsberg liegt im äußersten Norden von Nordhessen im Weserbergland zwischen Solling (im Norden), Kiffing (Höhenzug im Südosten), hinter dem sich der Bramwald (im Süd-Südosten) befindet, und Reinhardswald (im Südwesten). Es erstreckt sich direkt südlich der niedersächsischen Gemeinde Bodenfelde, 6,5 km südwestlich von Uslar, 7 km östlich von Bad Karlshafen und 34 km nördlich von Kassel.
Lippoldsberg befindet sich auf etwa 110 bis 140 m ü. NN am rechten Ufer der Oberweser, in die hier die von Osten kommende Schwülme mündet, die streckenweise die Grenze zu Niedersachsen bildet und von der oberhalb bzw. östlich von Lippoldsberg der künstlich geschaffene Mühlbach abzweigt.
In Lippoldsberg können die Kfz-Kennzeichen des Landkreises Kassel (KS, HOG und WOH) gewählt werden.

## Geschichte

### Ortsgeschichte
Die erste bekannte schriftliche Nennung des Ortes Lippoldsberg unter dem Namen „Lobboldesberc“ ist aus dem Jahr 1090 in einer Urkunden des Erzbistums Mainz überliefert. An der Mündung der Schwülme in die Weser bei Lippoldsberg befand sich schon in frühchristlicher Zeit eine Furt durch den Fluss. Es gab an dieser Stelle wohl auch eine kleine Siedlung, als Mitte des 11. Jahrhunderts der Mainzer Erzbischof Lippold I. (von dem der Ort auch seinen Namen hat) dort eine kleine Kapelle errichten ließ, aus der das spätere Kloster Lippoldsberg hervorging.
Im Deutschen Reich entstand in unmittelbarer Nähe, im Wald zwischen Lippoldsberg und Vernawahlshausen, eine Fabrik der Paraxol GmbH für das Sprengstoff-Vorprodukt Pentaerythrit. Das Werk wurde von 1937 bis 1941 erbaut und trug den Tarnnamen „Werk B“. Für die Errichtung waren bis zu 1.200 Arbeiter im Einsatz. Der Betrieb lag bis zum Spätsommer 1944 brach. Am 2. September 1944 nahm das Werk die Produktion auf, monatlich wurden dabei rund 320 Tonnen Pentaerythrit hergestellt, was etwa einem Viertel der Gesamtproduktionsmenge im Deutschen Reich entsprach. Am 8. April 1945 erreichten US-Truppen Lippoldsberg und besetzten die Fabrik.
1957 wurde die katholische Maria-Goretti-Kirche erbaut, nachdem sich katholische Flüchtlinge und Heimatvertriebene aus den Ostgebieten des Deutschen Reiches in Lippoldsberg niedergelassen hatten. Lippoldsberg ist seit 1980 ein staatlich anerkannter Luftkurort.
Hessische Gebietsreformen seit 1970
Im Zuge der Gebietsreform in Hessen fusionierten zum 1. Februar 1971 die beiden bis dahin selbständigen Gemeinden Lippoldsberg und Vernawahlshausen freiwillig zur neuen Gemeinde Wahlsburg. Der Name entstammt der karolingischen Fliehburg, deren nahezu vollständig abgetragene Ruine zwischen beiden Ortsteilen liegt.
Am 28. Oktober 2018, parallel zur hessischen Landtagswahl, stimmte eine Mehrheit der Bürger von Wahlsburg im Rahmen eines Bürgerentscheids für die Fusion mit der Nachbargemeinde Oberweser zu einer neuen Gemeinde Wesertal. Die Bürger von Oberweser stimmten in einem parallel stattfindenden Bürgerentscheid ebenfalls für den Zusammenschluss. Die Fusion fand zum 1. Januar 2020 statt.
Der Ortsbezirk Lippoldsberg blieb weiter bestehen.

### Verwaltungsgeschichte im Überblick
Die folgende Liste zeigt die Staaten und Verwaltungseinheiten, denen Lippoldsberg angehört(e):
- bis 1567: Heiliges Römisches Reich, Landgrafschaft Hessen, Amt Sababurg
- 1567–1806 Heiliges Römisches Reich, Landgrafschaft Hessen-Kassel, Amt Sababurg
- ab 1806: Landgrafschaft Hessen-Kassel, Amt Sababurg
- ab 1807–1813: Königreich Westphalen, Departement der Fulda, Distrikt Kassel, Kanton Bodenfelde
- ab 1815: Kurfürstentum Hessen, Amt Sababurg[9]
- ab 1821/22: Kurfürstentum Hessen, Provinz Niederhessen, Kreis Hofgeismar[10][Anm. 2]
- ab 1848: Kurfürstentum Hessen, Bezirk Kassel
- ab 1851: Kurfürstentum Hessen, Provinz Niederhessen, Kreis Hofgeismar
- ab 1867: Königreich Preußen, Provinz Hessen-Nassau, Regierungsbezirk Kassel, Kreis Hofgeismar
- ab 1871: Deutsches Reich, Königreich Preußen, Provinz Hessen-Nassau, Regierungsbezirk Kassel, Kreis Hofgeismar
- ab 1918: Deutsches Reich, Freistaat Preußen, Provinz Hessen-Nassau, Regierungsbezirk Kassel, Kreis Hofgeismar
- ab 1944: Deutsches Reich, Freistaat Preußen, Provinz Kurhessen, Landkreis Hofgeismar
- ab 1945: Deutsches Reich, Amerikanische Besatzungszone, Groß-Hessen, Regierungsbezirk Kassel, Landkreis Hofgeismar
- ab 1946: Deutsches Reich, Amerikanische Besatzungszone, Hessen, Regierungsbezirk Kassel, Landkreis Hofgeismar
- ab 1949: Bundesrepublik Deutschland, Hessen, Regierungsbezirk Kassel, Landkreis Hofgeismar
- ab 1971: Bundesrepublik Deutschland, Land Hessen, Regierungsbezirk Kassel, Landkreis Hofgeismar, Gemeinde Wahlsburg
- ab 1972: Bundesrepublik Deutschland, Land Hessen, Regierungsbezirk Kassel, Landkreis Kassel, Gemeinde Wahlsburg
- ab 2020: Bundesrepublik Deutschland, Land Hessen, Regierungsbezirk Kassel, Landkreis Kassel, Gemeinde Wesertal

## Bevölkerung

### Einwohnerstruktur 2011
Nach den Erhebungen des Zensus 2011 lebten am Stichtag (9. Mai 2011) in Lippoldsberg 1365 Einwohner. Darunter waren 27 (2,0 %) Ausländer. Nach dem Lebensalter waren 183 Einwohner unter 18 Jahren, 498 zwischen 18 und 49, 309 zwischen 50 und 64 und 372 Einwohner waren älter. Die Einwohner lebten in 630 Haushalten. Davon waren 207 Singlehaushalte, 171 Paare ohne Kinder und 180 Paare mit Kindern sowie 63 Alleinerziehende und neun Wohngemeinschaften. In 147 Haushalten lebten ausschließlich Senioren und in 387 Haushaltungen lebten keine Senioren.

### Einwohnerentwicklung
- 1961: 1516 evangelische (= 80,08 %), 332 katholische (= 17,54 %) Einwohner[2]

| Lippoldsberg: Einwohnerzahlen von 1834 bis 2020 | Lippoldsberg: Einwohnerzahlen von 1834 bis 2020 | Lippoldsberg: Einwohnerzahlen von 1834 bis 2020 | Lippoldsberg: Einwohnerzahlen von 1834 bis 2020 | Lippoldsberg: Einwohnerzahlen von 1834 bis 2020 |
| --- | ----------------------------------------------- | ----------------------------------------------- | ----------------------------------------------- | ----------------------------------------------- |
| Jahr |                                                 |                                                 |                                                 | Einwohner                                       |
| 1834 | 1834                                            |                                                 | 826                                             | 826                                             |
| 1840 | 1840                                            |                                                 | 800                                             | 800                                             |
| 1846 | 1846                                            |                                                 | 840                                             | 840                                             |
| 1852 | 1852                                            |                                                 | 773                                             | 773                                             |
| 1858 | 1858                                            |                                                 | 730                                             | 730                                             |
| 1864 | 1864                                            |                                                 | 717                                             | 717                                             |
| 1871 | 1871                                            |                                                 | 728                                             | 728                                             |
| 1875 | 1875                                            |                                                 | 757                                             | 757                                             |
| 1885 | 1885                                            |                                                 | 744                                             | 744                                             |
| 1895 | 1895                                            |                                                 | 805                                             | 805                                             |
| 1905 | 1905                                            |                                                 | 897                                             | 897                                             |
| 1910 | 1910                                            |                                                 | 937                                             | 937                                             |
| 1925 | 1925                                            |                                                 | 1.061                                           | 1.061                                           |
| 1939 | 1939                                            |                                                 | 1.424                                           | 1.424                                           |
| 1946 | 1946                                            |                                                 | 2.020                                           | 2.020                                           |
| 1950 | 1950                                            |                                                 | 2.006                                           | 2.006                                           |
| 1956 | 1956                                            |                                                 | 1.950                                           | 1.950                                           |
| 1961 | 1961                                            |                                                 | 1.893                                           | 1.893                                           |
| 1967 | 1967                                            |                                                 | 2.034                                           | 2.034                                           |
| 1970 | 1970                                            |                                                 | 1.872                                           | 1.872                                           |
| 1980 | 1980                                            |                                                 | ?                                               | ?                                               |
| 1990 | 1990                                            |                                                 | ?                                               | ?                                               |
| 2000 | 2000                                            |                                                 | ?                                               | ?                                               |
| 2011 | 2011                                            |                                                 | 1.365                                           | 1.365                                           |
| 2020 | 2020                                            |                                                 | 1.284                                           | 1.284                                           |
| Datenquelle: Historisches Gemeindeverzeichnis für Hessen: Die Bevölkerung der Gemeinden 1834 bis 1967. Wiesbaden: Hessisches Statistisches Landesamt, 1968. Weitere Quellen: LAGIS; Zensus 2011; Gemeinde Wesertal |                                                 |                                                 |                                                 |                                                 |

## Politik
Für Lippoldsberg besteht ein Ortsbezirk (Gebiete der ehemaligen Gemeinde Lippoldsberg) mit Ortsbeirat und Ortsvorsteher nach der Hessischen Gemeindeordnung. Der Ortsbeirat besteht aus neun Mitgliedern. Bei den Kommunalwahlen in Hessen 2021 wurde gewählt: zwei Mitglieder der SPD und sieben Mitglieder der „Freien Wählergemeindachaft Lippoldsberg“. Aktuell gibt es keinen gewählten Ortsvorsteher.

## Kultur und Sehenswürdigkeiten

### Bauwerke und Naturdenkmäler

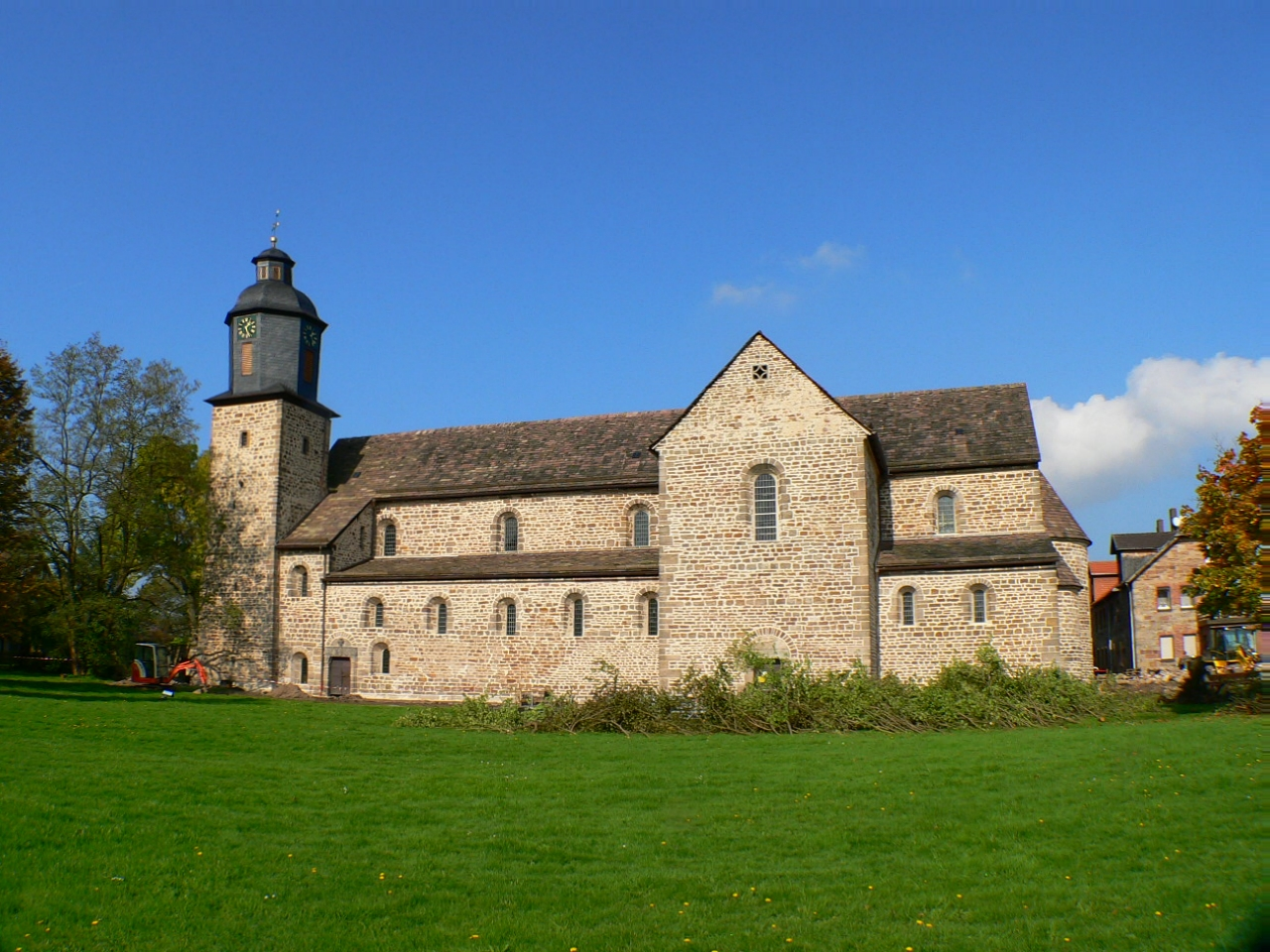
Klosterkirche Lippoldsberg

Die wichtigste Sehenswürdigkeit Lippoldsbergs ist die romanische Kirche des vormaligen Klosters Lippoldsberg, die heute als evangelische Kirche genutzt wird. Die katholische Kirche St. Maria Goretti wurde 1957 erbaut.
In der Nähe der Klosterkirche gibt es das Museum und Werkstätten im Schäferhaus.
In Lippoldsberg stehen zwei als Naturdenkmal geschützte Bäume.

### Regelmäßige Veranstaltungen
In der Klosterkirche finden kulturelle Veranstaltungen wie Konzerte, Lesungen und Theateraufführungen statt. Der in Lippoldsberg beheimatete völkische Dichter Hans Grimm („Volk ohne Raum“) organisierte seit 1934 „Dichtertreffen“ im Ort. Zwischen 1945 und 1981 kamen hier rechtskonservativ-nationalistische Kreise zusammen.

### Sport
- Die Weserfähre Lippoldsberg verbindet Lippoldsberg mit dem Vorwerk. Dort gibt es kilometerlange Rad- und Wanderwege, inmitten von Wald, Feld und Flur des Weserberglandes.
- Der Weserradweg  führt direkt an Lippoldsberg vorbei.

## Infrastruktur und Wirtschaft

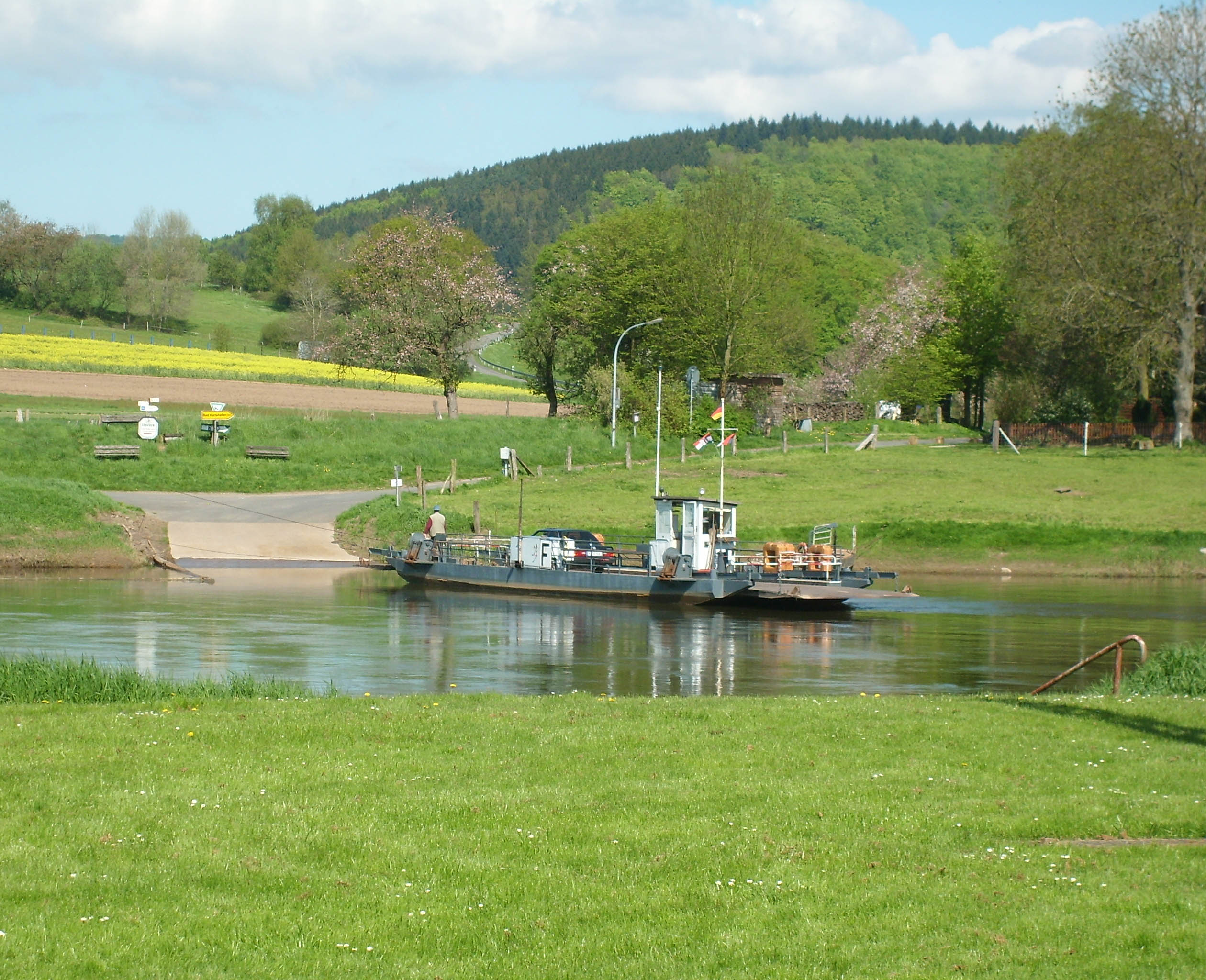
Weserfähre Lippoldsberg (2008)

### Verkehr
Durch den Ort verlaufen mehrere Kreisstraßen. Mit der am westlichen Weserufer verlaufenden Bundesstraße 80 ist Lippoldsberg durch eine Gierseilfähre und einige Kilometer südlich bei Gieselwerder durch eine Brücke über die Weser verbunden. Die nächsten Autobahnanschlussstellen gibt es bei Warburg und Breuna an der A 44 sowie bei Göttingen, Nörten-Hardenberg und Northeim an der A 7.
Haltepunkte an Bahnstrecken befinden sich in Bodenfelde und Vernawahlshausen an der Bahnstrecke Göttingen–Bodenfelde sowie Uslar an der Sollingbahn, Bahnhöfe mit Halten von IC und/oder ICE-Zügen in Göttingen, Warburg und Kassel-Wilhelmshöhe. Die Buslinie 194 fährt von Gieselwerder über Oedelsheim, Heisebeck, Arenborn, Vernawahlshausen und Lippoldsberg nach Bodenfelde. Am 10. Dezember 2023 wurde die Buslinie 192 von Hofgeismar über Wesertal-Lippoldsberg nach Bodenfelde verlängert.
Die nächsten bedeutenden Flughäfen befinden sich bei Hannover und Paderborn und in Kassel-Calden. In Uslar gibt es einen kleinen Segelflugplatz.

### Wirtschaftsstruktur
Die Landwirtschaft ist in Lippoldsberg kaum noch von Bedeutung. Der bedeutendste Arbeitgeber ist mit über 300 Beschäftigten das im Höhenzug Kiffing auf 200 bis 220 m Höhe gelegene „Klinik und Rehabilitationszentrum Lippoldsberg gGmbH“.
Im Luftkurort ist der Tourismus ein bedeutender Wirtschaftsfaktor. Es gibt Gästebetten in Hotels, Gasthöfen und Pensionen.

### Bildung
- Kindertagesstätte Lippoldsberg
- Grundschule Lippoldsberg
- Berufsförderungswerk Lippoldsberg
- Ergoschule Lippoldsberg (vormals: Arbeits- und Beschäftigungstherapie)
- Bücherei Lippoldsberg

## Ehrenbürger
- 1895 Otto von Bismarck (1815–1898), Reichskanzler

## Persönlichkeiten
- Luitpold I. († 1059), Erzbischof von Mainz. Gründete das Kloster Lippoldsberg, das den Ursprung des Ortes Lippoldsberg bildete
- Eduard Sievers (1850–1932), germanistischer Mediävist und Linguist, Hochschullehrer
- Hans Grimm (1875–1959), Schriftsteller und Publizist, der sich 1918 in einem Herrenhaus am Kloster niederließ
- Gustav Siemon (1918–2011), Mitbegründer des Bund Deutscher Offiziere, 1948/49 Abgeordneter der Volkskammer der DDR
- Erich Storz (1927–2016), Musiker und Musikproduzent, der in Lippoldsberg lebte